# Jüe csing
A Jüe csing (Yue jing), vagyis A zene könyve a Csou (Zhou)-korban létezett konfuciánus szent könyv, a konfuciánus kánon egyik darabja, amely az i. e. 213-ban végrehajtott könyvégetést követően elveszett. Elenyésző részletei más klasszikus kínai művekből ismertek idézetek, hivatkozások formájában.

## Története
A Jüe csing (Yue jing) a konfuciánus értékek szerint rendkívül fontosnak tartott úgynevezett „szertartásosság” (li 禮) gyakorlati megnyilvánulásához elengedhetetlen zene (jüe (yue) 樂) kézikönyve, pontosabban a Dalok könyvében szereplő rituális ének, szertartási dalok hagyományos értelmezéseit tartalmazhatta. Akárcsak a konfuciánus kánonban szereplő úgynevezett Öt klasszikus (Vu csing (Wu jing) 《五經》) műveit, a hagyomány a Jüe csing (Yue jing) összeállítását is magának Konfuciusznak tulajdonítja, és gyakorta a „Hatodik klasszikusnak” (Liu csing (Liu jing) 《六經》) is nevezik.
A Csin Si Huang-ti (Qin Shi Huangdi) által elrendelt, i. e. 213-as könyvégetés – melynek célja az volt, hogy a Csou (Zhou)-kori konfuciánus hagyományokra hivatkozó arisztokrácia előjogait az első császár eltörölje – végképp megpecsételte a mű sorsát. A Csin (Qin)-dinasztia bukását követően, a Han-dinasztia első uralkodói minden tőlük telhetőt elkövettek, hogy rekonstruálják a megsemmisült műveket, azonban a Jüe csing (Yue jing)et még töredékes formában sem sikerült helyre állítani. A mandzsu, Csing (Qing)-dinasztia idején élt tudós filológus, Sao Ji-csen (Shao Yichen) (邵懿辰; 1810-1861) arra a feltételezésre jutott, hogy a mű soha nem is létezett. Az ő állításával ellentétben a ma elfogadott általános nézet szerint a Jüe csing (Yue jing) valamennyi példánya a könyvégetés során, illetve a Csin (Qin)-dinasztia bukásakor, a hszienjang (xianyang)i császári palota felgyújtásakor, i. e. 206-ban semmisülhetett meg.
Nagyon kevés, idézetek és hivatkozások formájában fennmaradt részlet ismert belőle, melyeket olyan művek tartalmaznak, mint például a Co csuan (Zuo zhuan), a Csou (Zhou) szertartásai (Csou li (Zhou li) 《周禮》) és a Szertartások feljegyzései.

## Fordítás
- Ez a szócikk részben vagy egészben  a   Classic of Music című angol Wikipédia-szócikk ezen változatának fordításán alapul.  Az eredeti cikk szerkesztőit annak laptörténete sorolja fel. Ez a jelzés csupán a megfogalmazás eredetét és a szerzői jogokat jelzi, nem szolgál a cikkben szereplő információk forrásmegjelöléseként.
- Ez a szócikk részben vagy egészben  a(z)   樂經 című kínai Wikipédia-szócikk ezen változatának fordításán alapul.  Az eredeti cikk szerkesztőit annak laptörténete sorolja fel. Ez a jelzés csupán a megfogalmazás eredetét és a szerzői jogokat jelzi, nem szolgál a cikkben szereplő információk forrásmegjelöléseként.